# Zleinitzbach
Der Zleinitzbach ist ein rechter Nebenfluss der Möll in Kärnten, Österreich.

## Verlauf
Der Zleinitzbach entsteht als Abfluss des Sandfeldsees in 2188 Meter Seehöhe. Er fließt in nördlicher Richtung durch das Sandfeld. Nach einer Steilstufe nimmt er von links den Marchbach und später den Weißenbach auf und mündet bei Lainach in die Möll.
Das Einzugsgebiet des Baches liegt in der Gemeinde Rangersdorf.

## Berge
Der Zleinitzbach durchfließt die Kreuzeckgruppe von deren Hauptkamm nach Norden. Sein oberer Lauf ist umgeben von Lorenzenkopf (2541 m), Moritzhorn (2546 m), Kesselkogel (2533 m) und Urchbichl (2269 m).

## Nebenbäche
Das Einzugsgebiet des Zleinitzbachs hat eine Fläche von 18,8 Quadratkilometern. Die größten Nebenbäche sind:
| Name        | Mündungsseite | Mündungsort          | Einzugsgebiet in km² |
| ----------- | ------------- | -------------------- | -------------------- |
| Marchbach   | links         | Feuerboden Jagdhütte | 5,7                  |
| Weißenbach  | links         |                      | 2,8                  |
| Fritzenbach | links         |                      | 1,5                  |